# Здравко Йорданов
Здравко Христов Йорданов е български виолончелист и музикален педагог, професор в Националната музикална академия.

## Биография
Роден е на 5 април 1931 г. в София. През 1952 г. завършва виолончело при Константин Попов в Държавната музикална академия в София. В 1953 – 1954 г. специализира в Московската консерватория в класа на Мстислав Ростропович. От 1955 до 1961 г. е преподавател по виолончело в Националното музикално училище в София. През 1967 г. е избран за доцент, а от 1974 г. е професор в Българската държавна консерватория. Той е част от клавирното трио с Георги Бадев и Антон Диков. През 1973 – 1974 г. е част от радиоквартет „Аврамов“. Умира през 2004 г. в София.
Автор е на „Виолончелова техника“ в три тома (1963 – 1968).